# 樋口有介
樋口 有介（ひぐち ゆうすけ、1950年7月5日 - 2021年10月23日）は、日本の小説家・推理作家。
群馬県前橋市生まれ。前橋市立岩神小学校、前橋市立第三中学校、群馬県立伊勢崎東高等学校卒業。國學院大學文学部哲学科中退。

## 来歴
中学校を卒業後、高校にも行かずに母親の実家の看板屋を手伝うなどして過ごしていたが、短期間通った夜学の友達から、当時の自分の学力でも入れるだろうという高校の存在を聞き、進学を決意。そして勉強の代わりに今まで読んだこともなかった小説を読んでみたところ1冊で夢中になり、16歳で作家を目指す。こつこつ執筆し、年に2回ある文學界新人賞に毎回応募し続ける。大学中退後は世界各地を放浪。劇団員、業界誌記者など様々な職業を経験しながらも小説は書き続けるが芽が出ず、そのうち長い間交際していた女性とも別れることになり、秩父の廃村にこもって執筆に没頭する。気の済むまで書いても実らなければその時他の道を考えようと思っていたが、5年目にあたる昭和63年（1988年）、『ぼくと、ぼくらの夏』が第6回サントリーミステリー大賞の読者賞を受賞し、作家デビューすることになる。
当初は純文学作家を目指していたが結果は実らず、やけを起こして書いたのが『ぼくと、ぼくらの夏』だったという。そのためデビュー当時はミステリには疎く、食べていくためにテレビの2時間のミステリ番組を毎日のように見て勉強することとなる。
青春ミステリ、または中年を主役にした青春ハードボイルド小説を得意とする。
2021年10月に沖縄県那覇市の自宅で死去していたことが同月26日に判明した。71歳没。

## 文学賞受賞・候補歴
- 1988年 - 『ぼくと、ぼくらの夏』で第6回サントリーミステリー大賞読者賞受賞。
- 1990年 - 『風少女』で第103回直木三十五賞候補。
- 1991年 - 『彼女はたぶん魔法を使う』で第12回吉川英治文学新人賞候補。
- 1992年 - 『夏の口紅』で第13回吉川英治文学新人賞候補。
- 2007年 - 『ピース』で第60回日本推理作家協会賞（長編及び連作短編集部門）候補。
- 2012年 - 『刑事さん、さようなら』で第65回日本推理作家協会賞（長編及び連作短編集部門）候補。
- 2013年 - 『猿の悲しみ』で第66回日本推理作家協会賞（長編及び連作短編集部門）候補。

## ミステリ・ランキング

### 週刊文春ミステリーベスト10
- 1988年 - 『ぼくと、ぼくらの夏』4位

### このミステリーがすごい！
- 1988年 - 『ぼくと、ぼくらの夏』17位
- 1991年 - 『彼女はたぶん魔法を使う』18位

## 作品リスト

### 柚木草平シリーズ
- 彼女はたぶん魔法を使う（1990年4月 講談社 / 1993年6月 講談社文庫 / 2006年7月 創元推理文庫）
- 初恋よ、さよならのキスをしよう（1992年5月 スコラ / 1995年1月 講談社文庫 / 2006年9月 創元推理文庫）
- 探偵は今夜も憂鬱（1992年10月 講談社 / 1996年3月 講談社文庫 / 2006年11月 創元推理文庫）
- プラスチック・ラブ（1997年2月 実業之日本社 / 2009年6月 創元推理文庫）[注 1]
  - 収録作品：雪のふる前の日には / 春はいつも / 川トンボ / ヴォーカル / 夏色流し / 団子坂 / プラスチック・ラブ / クリスマスの前の日には
- 誰もわたしを愛さない（1997年5月 講談社 / 2001年10月 講談社文庫 / 2007年9月 創元推理文庫）
- 刺青（タトゥー）白書（2000年4月 講談社 / 2007年2月 創元推理文庫）
- 夢の終わりとそのつづき（2007年7月 創元推理文庫）[注 2]
- 不良少女（2007年11月 創元推理文庫）
  - 収録作品：秋の手紙 / 薔薇虫 / 不良少女 / スペインの海 / 名探偵の自筆調書 柚木草平
- 捨て猫という名前の猫（2009年3月 創元クライム・クラブ / 2012年3月 創元推理文庫）
- 片思いレシピ（2011年4月 東京創元社 / 2014年5月 創元推理文庫）[注 3]
- 少女の時間（2016年1月 創元クライム・クラブ / 2019年5月 創元推理文庫）
- うしろから歩いてくる微笑（2019年7月 創元クライム・クラブ / 2022年3月 創元推理文庫）

### 木野塚佐平シリーズ
- 木野塚探偵事務所だ（1995年5月 実業之日本社 / 1998年9月 講談社文庫 / 2008年3月 創元推理文庫）
- 木野塚佐平の挑戦（2002年2月 実業之日本社）
  - 【改題・大幅改稿】木野塚佐平の挑戦だ（2008年6月 創元推理文庫）

### 船宿たき川捕物暦シリーズ
- 船宿たき川捕物暦（2004年10月 筑摩書房 / 2007年8月 ちくま文庫）
  - 【改題】変わり朝顔 船宿たき川捕り物暦（2019年11月 祥伝社文庫）
- 初めての梅 船宿たき川捕物暦（2009年1月 筑摩書房 / 2020年5月 祥伝社文庫）

### 風町サエシリーズ
- 猿の悲しみ[注 4]（2012年9月 中央公論新社 / 2015年7月 中公文庫）
- 笑う少年（2015年7月 中央公論新社）
  - 【改題】遠い国からきた少年（2018年4月 中公文庫）

### 卯月枝衣子シリーズ
- 平凡な革命家の食卓（2018年4月 祥伝社）
  - 【改題】平凡な革命家の死 警部補卯月枝衣子の思惑（2021年4月 祥伝社文庫）
- 礼儀正しい空き巣の死（2020年3月 祥伝社）

### その他の作品
- ぼくと、ぼくらの夏（1988年7月 文藝春秋 / 1991年4月 文春文庫 / 2007年5月 文春文庫【新装版】）
- 風少女（1990年1月 文藝春秋 / 1993年5月 文春文庫 / 2007年3月 創元推理文庫）
- 風の日にララバイ（1990年10月 徳間書店 / 1997年9月 ハルキ文庫 / 2013年9月 ハルキ文庫【新装版】）
- 八月の舟（1990年11月 文藝春秋 / 1999年9月 ハルキ文庫 / 2008年5月 文春文庫）
- 夏の口紅（1991年10月 角川書店 / 1999年9月 角川文庫 / 2009年7月 文春文庫）
- 楽園（1994年10月 角川書店 / 2011年11月 中公文庫）
- 11月そして12月（1995年4月 新潮社 / 1997年10月 中央公論社 C★NOVELS / 2009年10月 中公文庫）
- 林檎の木の道（1996年4月 中央公論社 / 1999年5月 中公文庫 / 2007年4月 創元推理文庫）
- 苦い雨（1996年9月 日本経済新聞社 / 2011年6月 中公文庫）
- ろくでなし（1997年2月 立風書房）[注 5]
- ベイ・ドリーム（1998年9月 角川書店 / 2012年4月 中公文庫）
- ともだち（1999年4月 中央公論新社 / 2002年8月 中公文庫）
- 魔女（2001年4月 文藝春秋 / 2004年4月 文春文庫 / 2018年1月 創元推理文庫）
- 海泡（2001年6月 中央公論新社 / 2004年2月 中公文庫 / 2018年6月 創元推理文庫）
- 雨の匂い（2003年7月 中央公論新社 / 2007年10月 中公文庫）
- 枯葉色グッドバイ（2003年10月 文藝春秋 / 2006年10月 文春文庫）
- 月への梯子（2005年12月 文藝春秋 / 2008年12月 文春文庫）
- ピース（2006年8月 中央公論新社 / 2009年2月 中公文庫 / 2021年8月 中公文庫【新装版】）
- 窓の外は向日葵の畑（2010年7月 文藝春秋 / 2013年1月 文春文庫）
- 刑事さん、さようなら（2011年2月 中央公論新社 / 2013年12月 中公文庫）
- 風景を見る犬（2013年8月 集英社インターナショナル / 2016年9月 中公文庫）
- 金魚鉢の夏（2014年6月 新潮社）
- 亀と観覧車（2016年5月 中央公論新社 / 2018年8月 中公文庫）
- ぼくはまだ、横浜でキスをしない（2016年8月 角川春樹事務所）
  - 【改題】横浜ではまだキスをしない（2018年5月 ハルキ文庫）
- あなたの隣にいる孤独（2017年6月 文藝春秋 / 2020年12月 文春文庫）

### エッセイ・その他
「」内が樋口有介の作品
- 君に伝えたい本屋さんの思い出（2011年11月 主婦と生活社 日販マーケティング本部編）「本屋が怖い」
- 私がデビューしたころ ミステリ作家51人の始まり（2014年6月 東京創元社 東京創元社編集部編）「八月の舟」

## 映像化作品

### テレビドラマ
テレビ朝日系
- 土曜ワイド劇場
  - 真夏の女子高生連続殺人 甘くてあぶないぼくとぼくらの夏（1990年9月15日、主演：濱田万葉、原作：ぼくと、ぼくらの夏）
  - 殺意の誕生石（1991年8月10日、主演：鹿賀丈史、原作：風の日にララバイ）

フジテレビ系
- 金曜ドラマシアター
  - 初恋の殺人者（1991年7月26日、主演：織田裕二）

- 金曜エンタテイメント
  - せつない探偵 柚木草平の殺人レポートシリーズ（原作：柚木草平シリーズ、主演：鹿賀丈史）
    - せつない探偵 柚木草平の殺人レポートシリーズ1（1996年3月8日、原作：探偵は今夜も憂鬱）
    - せつない探偵 柚木草平の殺人レポートシリーズ2（1996年12月13日、原作：初恋よ、さよならのキスをしよう）
    - せつない探偵 柚木草平の殺人レポートシリーズ3（1997年8月1日、原作：彼女はたぶん魔法を使う）

NHK
- スペシャルコント 志村けん in 探偵佐平60歳（2018年1月2日・総合テレビ、主演：志村けん、原作：木野塚探偵事務所だ）

2020年3月29日に志村が急逝した際、追悼番組としてBSプレミアムにて再放送された（14:30 - 15:30）。

### 映画
- タイガースメモリアルクラブバンド ぼくと、ぼくらの夏（1990年11月3日公開、配給：東映クラシックフィルム、監督：小平裕、主演：和久井映見、原作：ぼくと、ぼくらの夏）

### バラエティー
- 超再現!ミステリー（日本テレビ）
  - ともだち（2012年5月22日）
  - 風少女（2012年7月31日）